# Nogometni Klub Široki Brijeg
NK Široki Brijeg é uma equipe bósnia de futebol com sede em Široki Brijeg. Disputa a primeira divisão da Bósnia e Herzegovina (Premijer Liga).
Seus jogos são mandados no Pecara Stadium, que possui capacidade para 8.000 espectadores.

## História
O Nogometni Klub Široki Brijeg foi fundado em 1948.

## Equipe Atual
6 de setembro de 2024
Nota: Bandeiras indicam equipe nacional, conforme definido pelas regras de elegibilidade da FIFA. Os jogadores podem ter mais de uma nacionalidade não-FIFA.
| N.º |                      | Posição | Jogador         |
| --- | -------------------- | ------- | --------------- |
| 2   | Croácia              | D       | Ivan Pranjić    |
| 4   | Bósnia e Herzegovina | M       | Božo Prusina    |
| 5   | Croácia              | D       | Matej Senić     |
| 6   | Áustria              | D       | Stipe Vučur     |
| 7   | Bósnia e Herzegovina | D       | Dino Ćorić      |
| 8   | Bósnia e Herzegovina | M       | Damir Zlomislić |
| 9   | Nigéria              | A       | Stephen Chinedu |
| 10  | Bósnia e Herzegovina | M       | Zvonimir Kožulj |
| 11  | Bósnia e Herzegovina | A       | Ilija Bagarić   |
| 12  | Croácia              | G       | Tomislav Tomić  |
| 15  | Burquina Fasso       | M       | Cyrille Kpan    |
| 18  | Bósnia e Herzegovina | M       | Marko Matić     |

| N.º |                      | Posição | Jogador             |
| --- | -------------------- | ------- | ------------------- |
| 19  | Bósnia e Herzegovina | M       | Filip Matić         |
| 20  | Croácia              | D       | Matija Kolarić      |
| 21  | Bósnia e Herzegovina | A       | Daniel Lukić        |
| 23  | Croácia              | A       | Miroslav Iličić     |
| 24  | Bósnia e Herzegovina | M       | Filip Taraba        |
| 26  | Bósnia e Herzegovina | D       | Božo Musa (Capitão) |
| 27  | Croácia              | A       | Domagoj Jelavić     |
| 37  | Bósnia e Herzegovina | M       | Matej Gašpar        |
| 51  | Bósnia e Herzegovina | G       | Ivan Puljić         |
| 90  | Bósnia e Herzegovina | M       | Tomislav Tomić      |
| 95  | Croácia              | D       | Patrick Stanić      |